# Deutsche Fußballmeisterschaft der B-Junioren 1979/80
Die deutsche B-Jugendmeisterschaft 1980 war die 4. Auflage dieses Wettbewerbes. Meister wurde Eintracht Frankfurt, die im Finale den Gastgeber FC Schalke 04 mit 2:1 besiegte.

## Teilnehmende Mannschaften
An der B-Jugendmeisterschaft nahmen die 16 Landesverbandsmeister teil.
| Regionalverband Nord | Regionalverband West                                                                   | Regionalverband Südwest                                                                         | Regionalverband Süd | Berlin                        |
| --- | -------------------------------------------------------------------------------------- | ----------------------------------------------------------------------------------------------- | --- | ----------------------------- |
| - Schleswig-Holstein: Holstein Kiel - Hamburg: SC Concordia Hamburg - Bremen: Werder Bremen - Niedersachsen: SV Arminia Hannover | - Westfalen: FC Schalke 04 - Mittelrhein: 1. FC Köln - Niederrhein: Fortuna Düsseldorf | - Rheinland: Spvgg Andernach - Südwest: 1. FC Kaiserslautern - Saarland: SV Preußen Merchweiler | - Hessen: Eintracht Frankfurt - Baden: SV Waldhof Mannheim - Südbaden: Offenburger FV - Württemberg: FC 1910 Tailfingen - Bayern: TSV 1860 München | - Berlin: Blau-Weiß 90 Berlin |

## Achtelfinale
Hinspiele: So 01.06. Rückspiele: So 08.06.
|                      | Gesamt          |                         | Hinspiel | Rückspiel |
| -------------------- | --------------- | ----------------------- | -------- | --------- |
| Gruppe Nord-West:    |                 |                         |          |           |
| Fortuna Düsseldorf   | 2:2 (3:2 i. E.) | SV Werder Bremen        | 1:0      | 1:2       |
| SC Concordia Hamburg | 4:5             | SV Arminia Hannover     | 2:2      | 2:3       |
| 1. FC Köln           | 8:2             | Holstein Kiel           | 5:0      | 3:2       |
| Blau-Weiß 90 Berlin  | 4:7             | FC Schalke 04           | 3:1      | 1:6       |
| Gruppe Süd-Südwest:  |                 |                         |          |           |
| SpVgg Andernach      | 1:4             | SV Waldhof Mannheim     | 0:3      | 1:1       |
| Eintracht Frankfurt  | 8:0             | FC 1910 Tailfingen      | 3:0      | 5:0       |
| TSV 1860 München     | 1:2             | 1. FC Kaiserslautern    | 1:1      | 0:1       |
| Offenburger FV       | 3:3 (2:4 i. E.) | SV Preussen Merchweiler | 1:2      | 2:1       |

## Viertelfinale
Hinspiele: So 15.06. Rückspiele: So 22.06.
|                      | Gesamt |                         | Hinspiel | Rückspiel |
| -------------------- | ------ | ----------------------- | -------- | --------- |
| Gruppe Nord-West:    |        |                         |          |           |
| Fortuna Düsseldorf   | 6:4    | SV Arminia Hannover     | 2:1      | 4:3       |
| 1. FC Köln           | 3:5    | FC Schalke 04           | 1:2      | 2:3       |
| Gruppe Süd-Südwest:  |        |                         |          |           |
| SV Waldhof Mannheim  | 1:7    | Eintracht Frankfurt     | 0:2      | 1:5       |
| 1. FC Kaiserslautern | 3:2    | SV Preussen Merchweiler | 2:2      | 1:0       |

## Halbfinale
Hinspiele: So 29.06. Rückspiele: So 06.07.
|                     | Gesamt |                      | Hinspiel | Rückspiel |
| ------------------- | ------ | -------------------- | -------- | --------- |
| Gruppe Nord-West:   |        |                      |          |           |
| Fortuna Düsseldorf  | 4:5    | FC Schalke 04        | 3:2      | 1:3       |
| Gruppe Süd-Südwest: |        |                      |          |           |
| Eintracht Frankfurt | 3:1    | 1. FC Kaiserslautern | 2:1      | 1:0       |

## Finale
| FC Schalke 04                                                | FC Schalke 04 | Eintracht Frankfurt | Eintracht Frankfurt |
| ------------------------------------------------------------ | --- | --- | ------------------- |
| FC Schalke 04                                                | \| Sonntag, 13. Juli 1980 in Gelsenkirchen (Glückauf-Kampfbahn) \| \| Ergebnis: 1:2 (0:1) \| \| Zuschauer: 7.000 \| \| Schiedsrichter: Gerd Hennig (Duisburg) \|                                                                        | \| Sonntag, 13. Juli 1980 in Gelsenkirchen (Glückauf-Kampfbahn) \| \| Ergebnis: 1:2 (0:1) \| \| Zuschauer: 7.000 \| \| Schiedsrichter: Gerd Hennig (Duisburg) \|                                                                           | Eintracht Frankfurt |
| FC Schalke 04                                                | Ralf Perschke – Michael Staubach – Olaf Dammeyer, Thorsten Brockmann (66. Jürgen Wiesmann), Frank Renner – Thomas Opitz, Frank Günther, Andreas Bordan – Volker Abramczik, Detlef Krella, Werner Balzuweit Cheftrainer: Fahrudin Jusufi | Hans-Jürgen Gundelach – Andreas Hofmann – Hans-Peter Boy, Thomas Kühn, Heiko Ernst – Michael Gabriel, Gert Kramp (68. Achim Schmidt), Volker Rudel – Thomas Berthold, Harald Krämer (45. Andreas Lenz), Uwe Müller Cheftrainer: Klaus Mank | Eintracht Frankfurt |
| FC Schalke 04                                                | 1:2 Detlef Krella (57.) | 0:1 Uwe Müller (12.) 0:2 Andreas Hofmann (45.) | Eintracht Frankfurt |
| FC Schalke 04                                                | Boy | | Eintracht Frankfurt |
| Sonntag, 13. Juli 1980 in Gelsenkirchen (Glückauf-Kampfbahn) | | |                     |
| Ergebnis: 1:2 (0:1)                                          | | |                     |
| Zuschauer: 7.000                                             | | |                     |
| Schiedsrichter: Gerd Hennig (Duisburg)                       | | |                     |